# كلوستريديوم حولي
كلوستريديوم بيريني أو كلوستريديوم حولي  هو نوع من البكتيريا من فصيلة كلوستريدياسيا.